# Vareilles, Yonne
Vareilles är en kommun i departementet Yonne i regionen Bourgogne-Franche-Comté i norra Frankrike. Kommunen ligger i kantonen Villeneuve-l'Archevêque som tillhör arrondissementet Sens. År 2018 hade Vareilles 236 invånare.

## Befolkningsutveckling
Antalet invånare i kommunen Vareilles
| Referens: INSEE |